# Saurauia roseata
Saurauia roseata är en tvåhjärtbladig växtart som beskrevs av Elmer Drew Merrill. Saurauia roseata ingår i släktet Saurauia och familjen Actinidiaceae. Inga underarter finns listade i Catalogue of Life.